# Rohrbachgraben
Rohrbachgraben es una comuna suiza del cantón de Berna, situada en el distrito administrativo de Alta Argovia. Limita al norte con las comunas de Madiswil y Rohrbach, al este con Huttwil, al sur con Dürrenroth, y al oeste con Walterswil y Ursenbach.
Hasta el 31 de diciembre de 2009 situada en el distrito de Aarwangen.

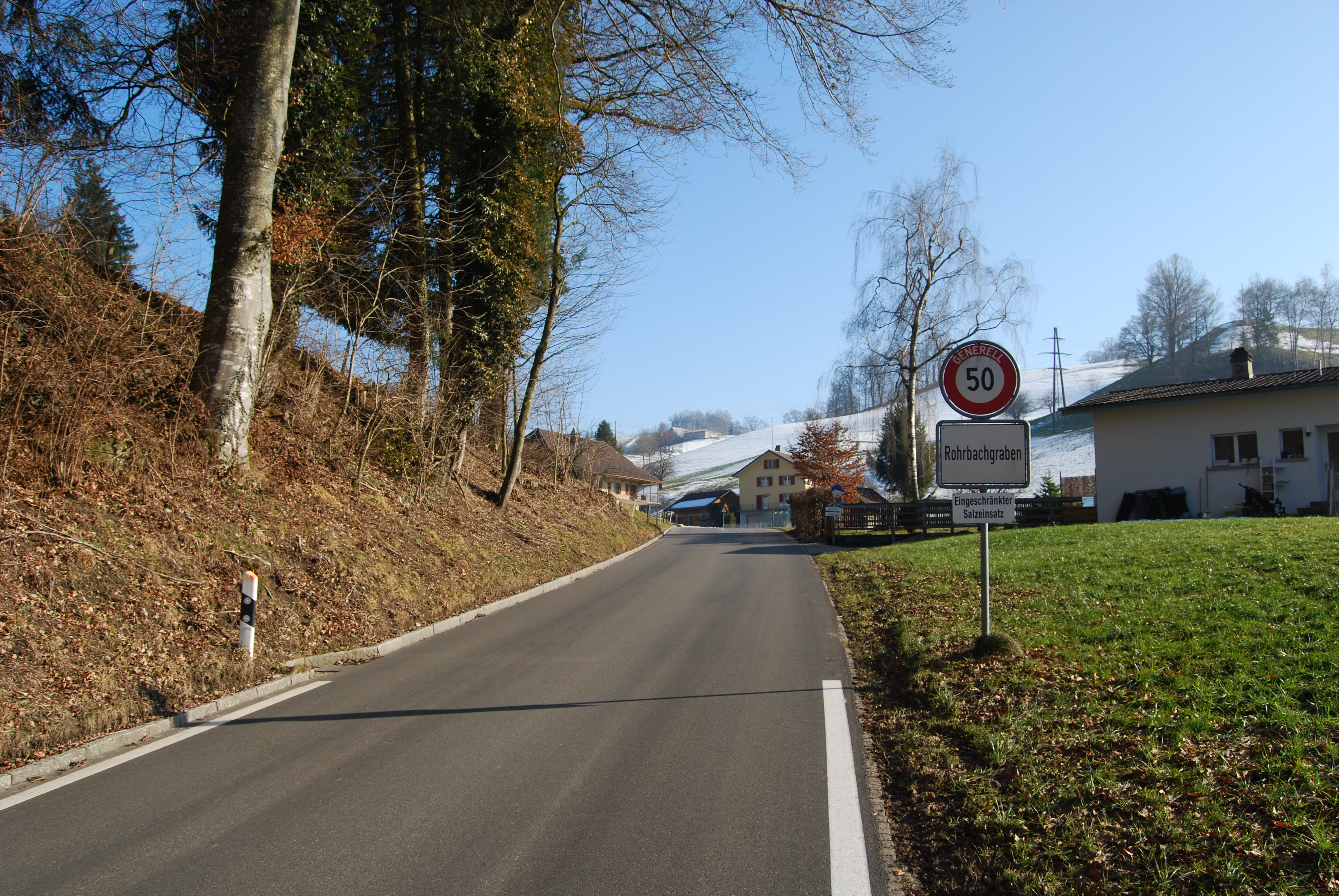
Rohrbachgraben